# سوار بر اسب سفید
سوار بر اسب سفید (به آلمانی: Der Schimmelreiter)) رمانی کوتاه اثر تئودور اشتورم، نویسندهٔ اهل آلمان است.

## اقتباس
سه فیلم در سال‌های ۱۹۳۴، ۱۹۷۸ و ۱۹۸۴ از این داستان  اقتباس شده‌ است. همچنین  ویلفرد هیلر هم در سال ۱۹۹۸ با اقتباس از این کتاب اپرایی را به صحنه برده‌است.